# Gerald J. Toomer
Gerald James Toomer (* 23. November 1934 in Aldershot, Hampshire) ist ein britischer Mathematik- und Wissenschaftshistoriker.
Toomer besuchte 1945 bis 1953 das Clifton College in Bristol und studierte klassische Philologie an der Universität Oxford, wo er nach dem Studienabschluss 1955 bis 1959 Fellow des Corpus Christi College und 1961 bis 1965 E. P. Warren Praelector war. Seit 1965 war er Professor an der Brown University, die Otto Neugebauer zu einem Zentrum für Wissenschaftsgeschichte der Antike und des Alten Orients machte, wo er heute Professor Emeritus ist.
Er beschäftigte sich insbesondere mit antiker griechischer Mathematik und Astronomie, gab eine neue kommentierte Übersetzung des Almagest von Claudius Ptolemäus heraus und eine Übertragung der Bücher 5 bis 7 der Kegelschnittlehre des Apollonius, die nur aus dem Arabischen (Banu Musa) bekannt sind, sowie von Diokles Abhandlung über Brennspiegel (De speculis causticis). Er edierte auch mit Frances Benjamin die Theorica Planetarum von Campanus von Novara (1971). Er schrieb u. a. die Biografien von Apollonius, Hipparch und Ptolemäus im Dictionary of Scientific Biography und über den Einfluss babylonischer Astronomie auf Hipparch.
Toomer schrieb eine Geschichte der Geschichte des Studiums des Arabischen in England im 17. Jahrhundert und eine Biographie des englischen Universal-Gelehrten John Selden.
Seit 1984 ist er Mitglied der International Academy for the History of Science. Er war 1985 Guggenheim Fellow. 2012 wurde er zum korrespondierenden Mitglied der British Academy gewählt.

## Schriften
- Diocles: On burning mirrors. The arabic translation of the lost greek original. Ed., with engl. transl. and commentary by G. J. Toomer. Springer, Berlin, Heidelberg, New York 1976 (Sources in the history of mathematics and physical sciences, 1). ISBN 3-540-07478-3.
- Apollonius: Conics, books V to VII. The Arabic translation of the lost Greek original in the version of the Banū Mūsā. In two volumes. Ed. with transl. and commentary by G. J. Toomer. Springer,  New York, Berlin, Heidelberg, Springer (Sources in the history of mathematics and physical sciences, 9). ISBN 3-540-97216-1.
- Lost Greek mathematical works in arabic translation. In: Mathematical Intelligencer, Bd. 6, 1984, S. 32–38.
- als Hrsg.: Ptolemy's Almagest. Translated and Annoted. Duckworth, London 1984; auch Universität Princeton, Princeton 1998, ISBN 0-691-00260-6 (Englische Übersetzung).
- Hipparchus and Babylonian Astronomy. In: Erle Leichty, Maria de J. Ellis, Pamel Gerardi (Hg.): A Scientific Humanist: Studies in Memory of Abraham Sachs. Philadelphia: Occasional Publications of the Samuel Noah Kramer Fund, 9, 1988.
- Eastern Wisdom and Learning. The study of Arabic in 17th century England. Oxford University Press 1996.
- John Selden. A life in scholarship. Oxford University Press, 2009.